# Dominikanermuseum Rottweil
Le Dominikanermuseum Rottweil, ou musée dominicain à Rottweil, est un musée, situé à Rottweil, dans le Land du Bade-Wurtemberg. Il est une succursale du Landesmuseum Württemberg et dépend également du Archäologisches Landesmuseum Baden-Württemberg (de).

## Description
Le musée dominicain à Rottweil a été ouvert en 1992 dans une construction neuve, à la place de l'ancienne abbaye dominicaine de Rottweil (de) avec une zone d'exposition d'environ 1400 mètres carrés. Le musée est une succursale du Landesmuseum Württemberg avec deux sections importantes : les témoins de l'époque romaine, et les sculptures médiévales. Aujourd'hui, le département de l'époque romaine — quand la ville s'appelait Arae Flaviae (de) — est administrativement une dépendance délocalisée du Archäologisches Landesmuseum Baden-Württemberg (de), alors que le département de l'art sacré du Moyen Âge est une branche du Landesmuseum Württemberg. Le musée présente également des expositions d'art contemporain.
Un autre musée, le musée municipal de Rottweil est consacré à la présentation historique de la ville de Rottweil au Moyen Âge.

## Collections

### Rottweil aux temps romains
Rottweil est une des plus anciennes villes du Bade-Wurtemberg. Le musée contient des vestiges de l'époque romaine, notamment une mosaïque avec Orphée datant de la fin du IIe siècle, découverte à proximité du Rottweil actuel, et une collection de pièces de monnaie de la Rome impériale.

Aera Flaviae
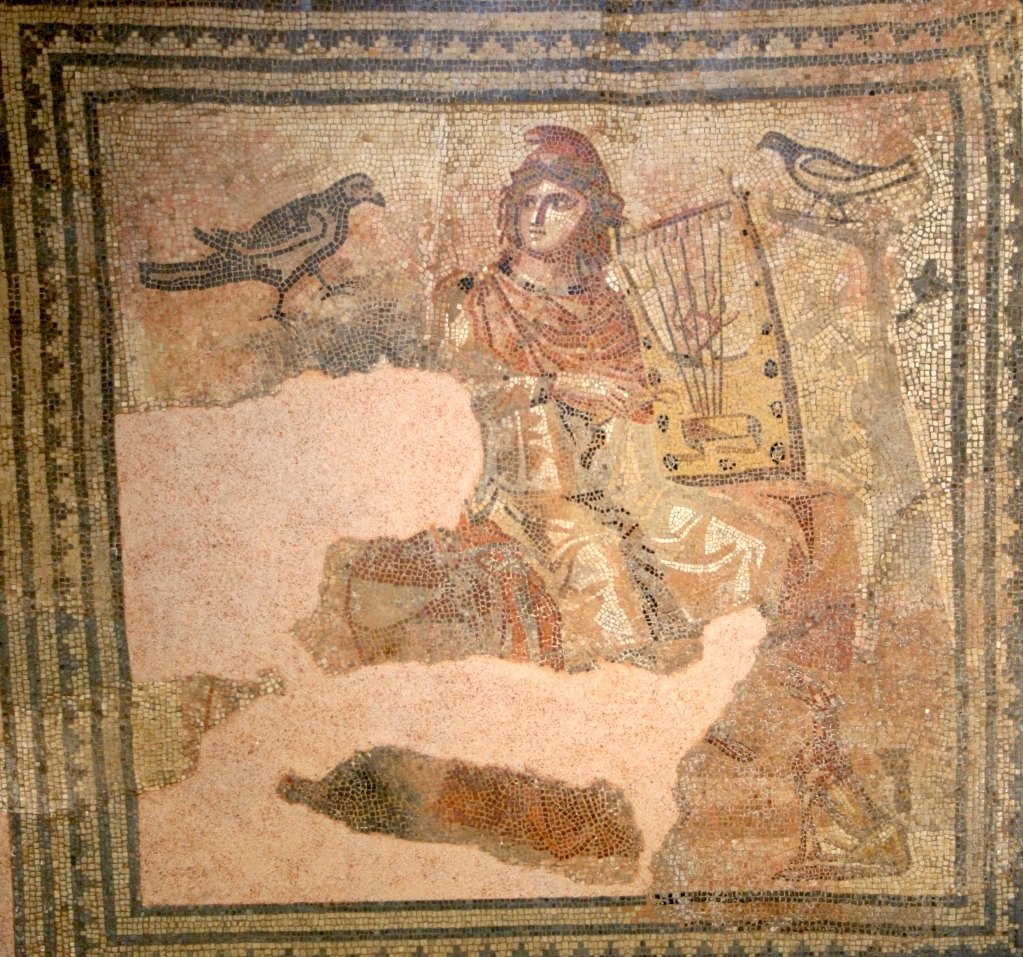
Mosaïque d'Orphée
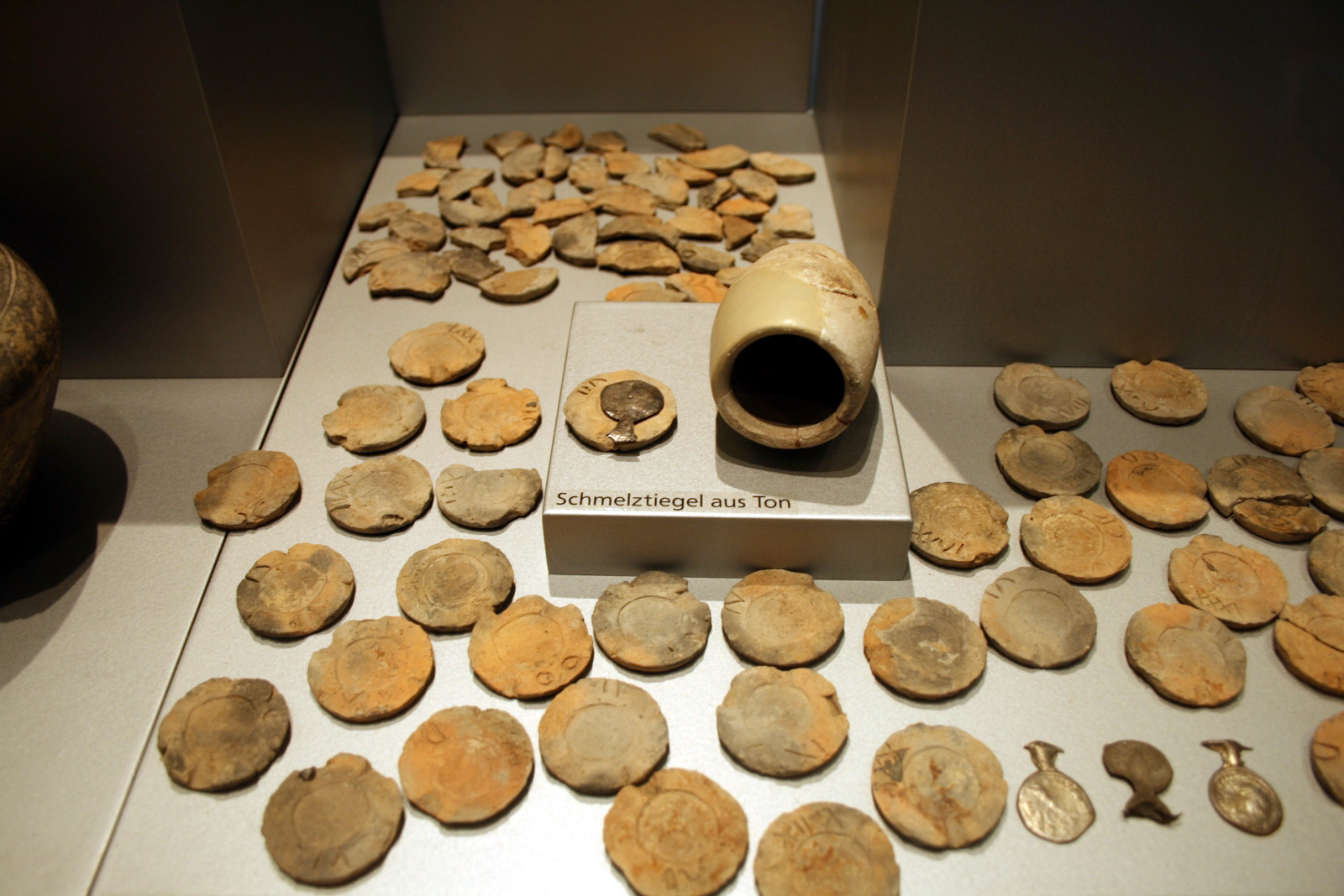
Atelier de faux-monneyeur
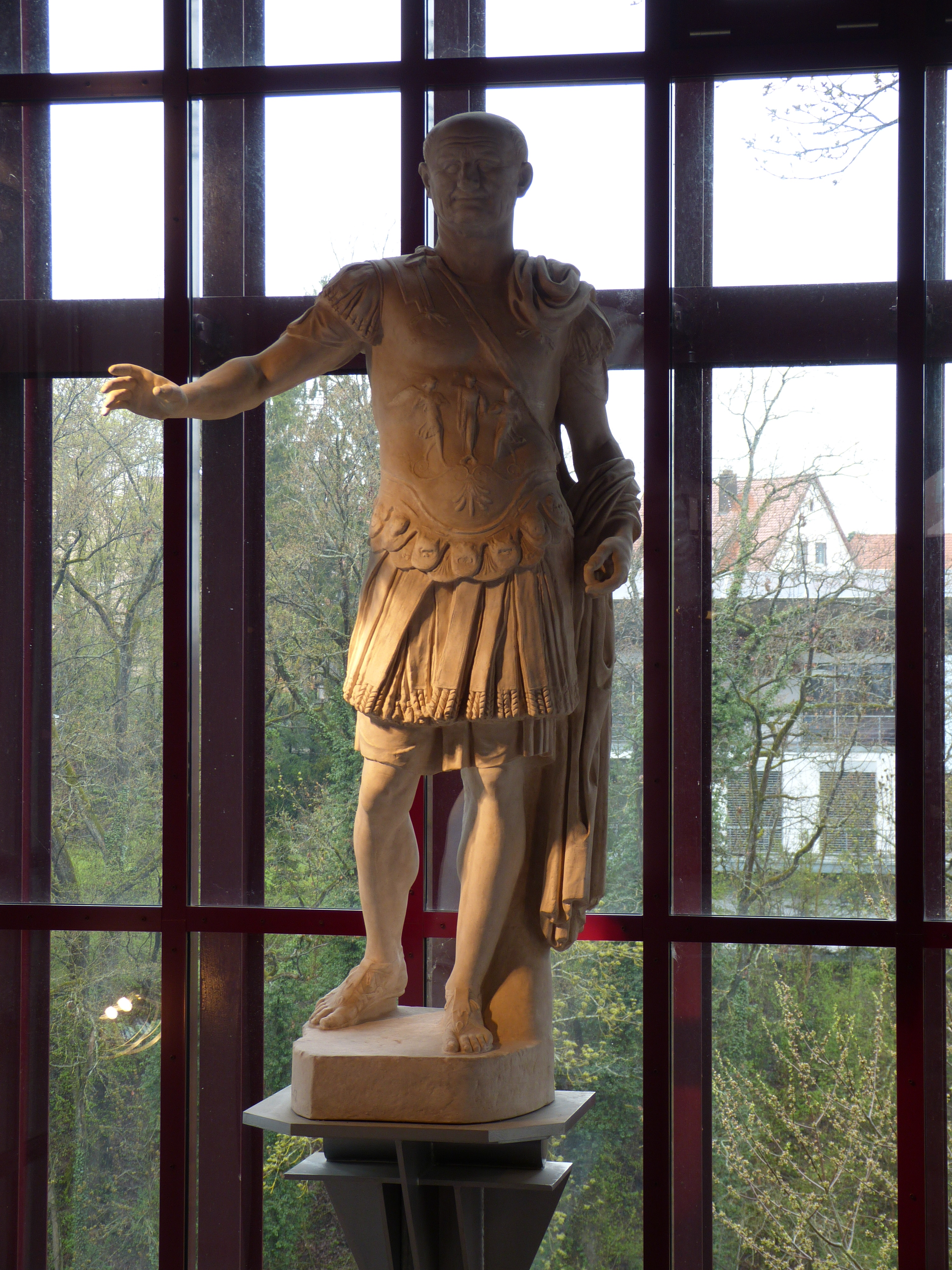
Vespasien
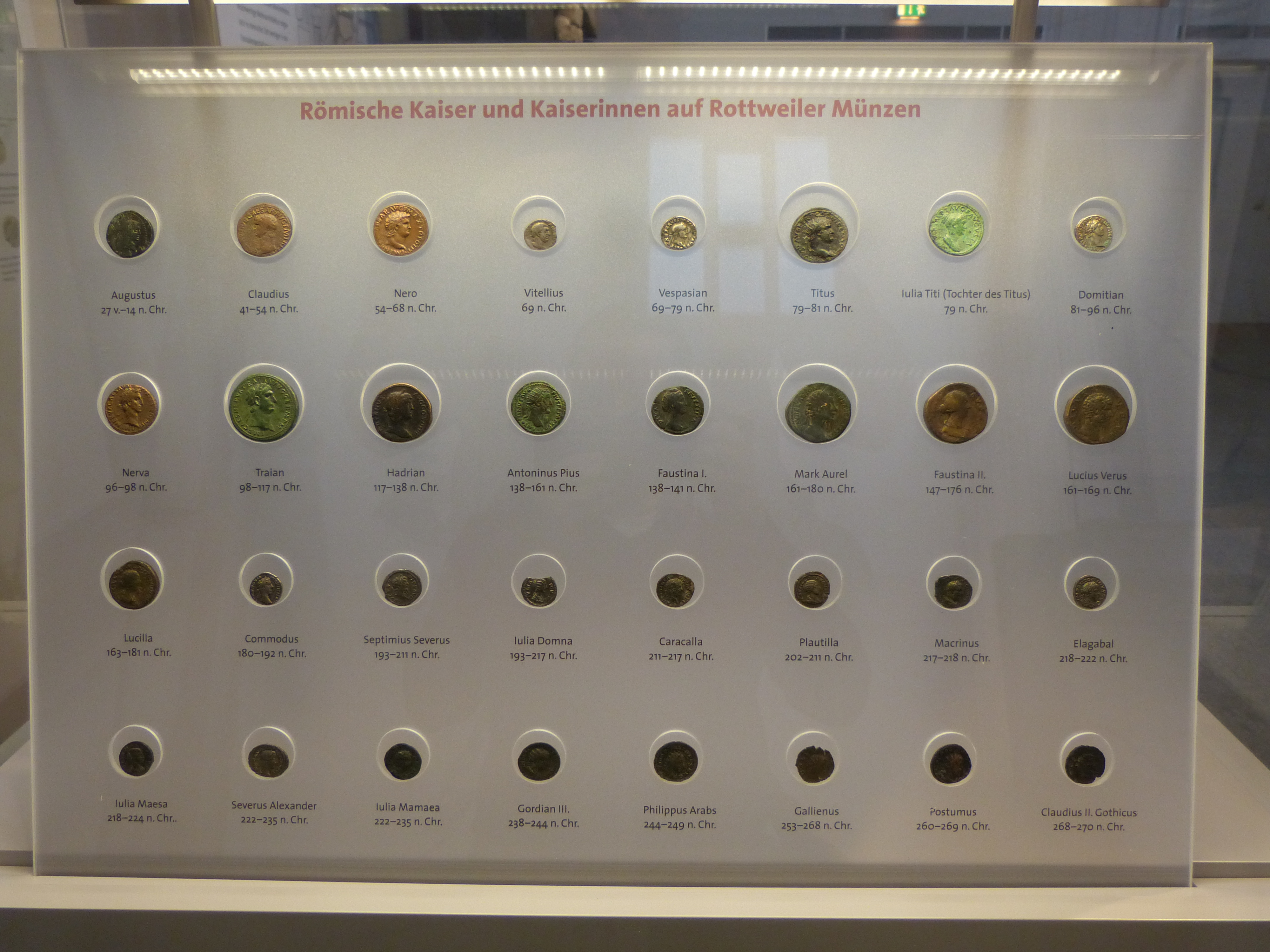
Monnaies romaines

### Sculptures de Moyen Âge
Le musée comporte une importante collection de sculptures sur bois et de tableaux de la fin du Moyen Âge et du début de la Renaissance, souvent œuvres d'artistes locaux de la région de Souabe. La collection provient des fonds de Georg Martin Dursch (de) (1800-1881), un théologue catholique, collection achetée en 1851 par le roi Guillaume Ier de Wurtemberg qui en a fait don à la ville de Rottweil. La collection est complétée par une donation de Roland Schweizer.
Les sculpteurs sont difficiles à identifier, souvent anonymes, à l'exception de
- Hans Rueland, Hans Multscher, Hans Thoman, Michel Erhart, Daniel Mauch, Christof von Urach et les Meister von Weilen, Balingen oder Rottweil, Meister von Eriskirch ou encore le Maître de la Sainte Parenté (peut-être Michael Zeynsler).

Les communes de provenance des objets sont soigneusement répertoriées, et se trouvent dans la région de Souabe ou des alentours :
- Amtenhausen
- Altheim (près Ehingen)
- Biberach an der Riß
- Crailsheim
- Deggenhausertal-Roggenbeuren
- Dietingen
- Donaueschingen-Neudingen
- Dürbheim
- Ehingen (Souabe)
- Eriskirch
- Eschenbach (Bade-Wurtemberg)-Lotenberg
- Fluorn-Winzeln
- Gottmadingen-Randegg
- Geislingen
- Hausen ob Verena
- Horgenzell-Ringgenweiler
- Isny im Allgäu
- Markdorf
- Memmingen
- Mengen-Ennetach
- Öhningen-Wangen
- Ravensbourg
- Reutlingen
- Rietheim-Weilheim
- Schelklingen-Urspring
- Schömberg (Calw)
- Singen (Hohentwiel)
- St. Georgen im Schwarzwald
- Tübingen
- Villingendorf
- Bad Waldsee
- Wangen im Allgäu
- Wolfegg-Molperthaus
- Wurmlingen

## Galerie

Anne trinitaire
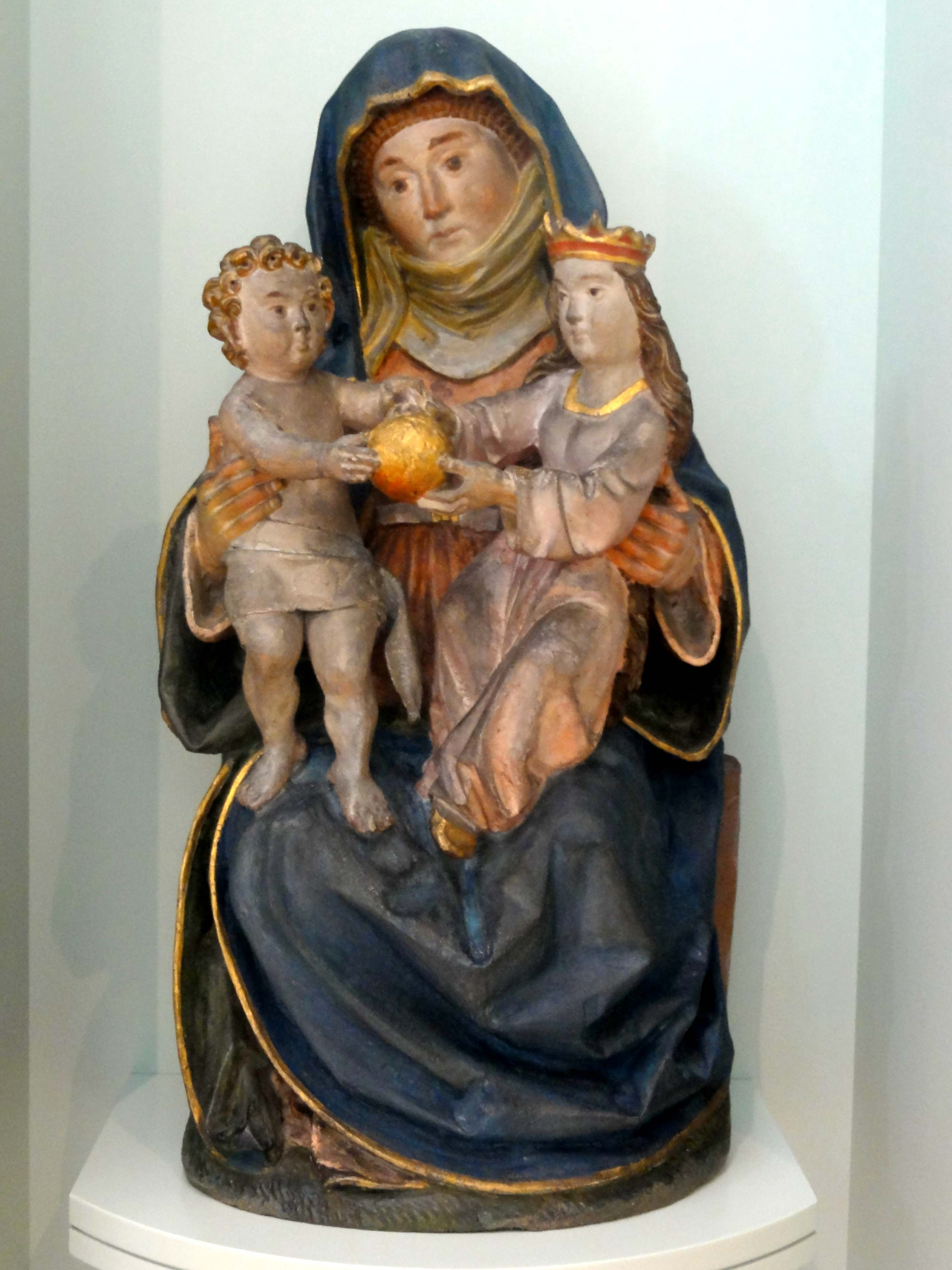
Vers 1500
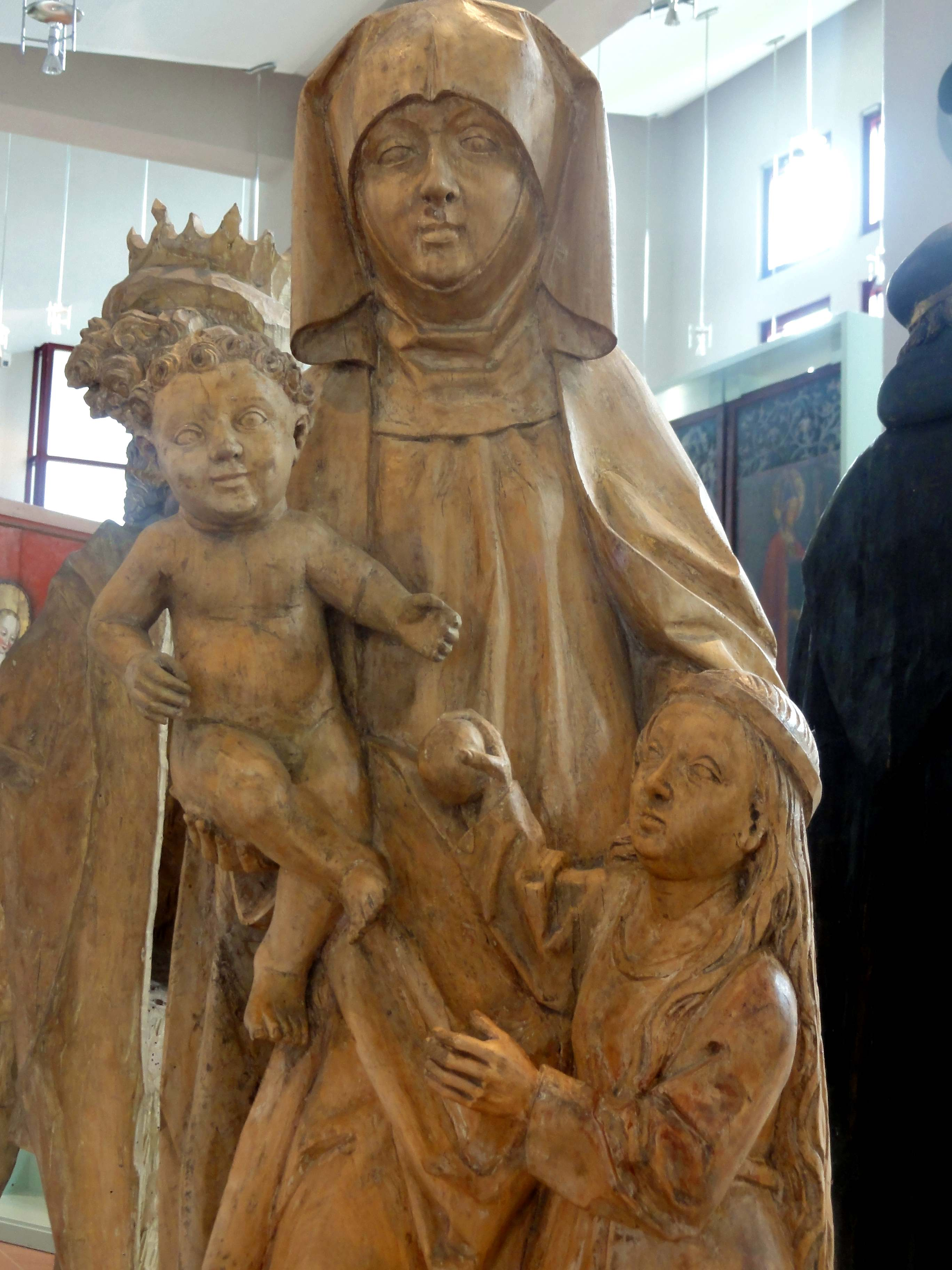
Vers 1500
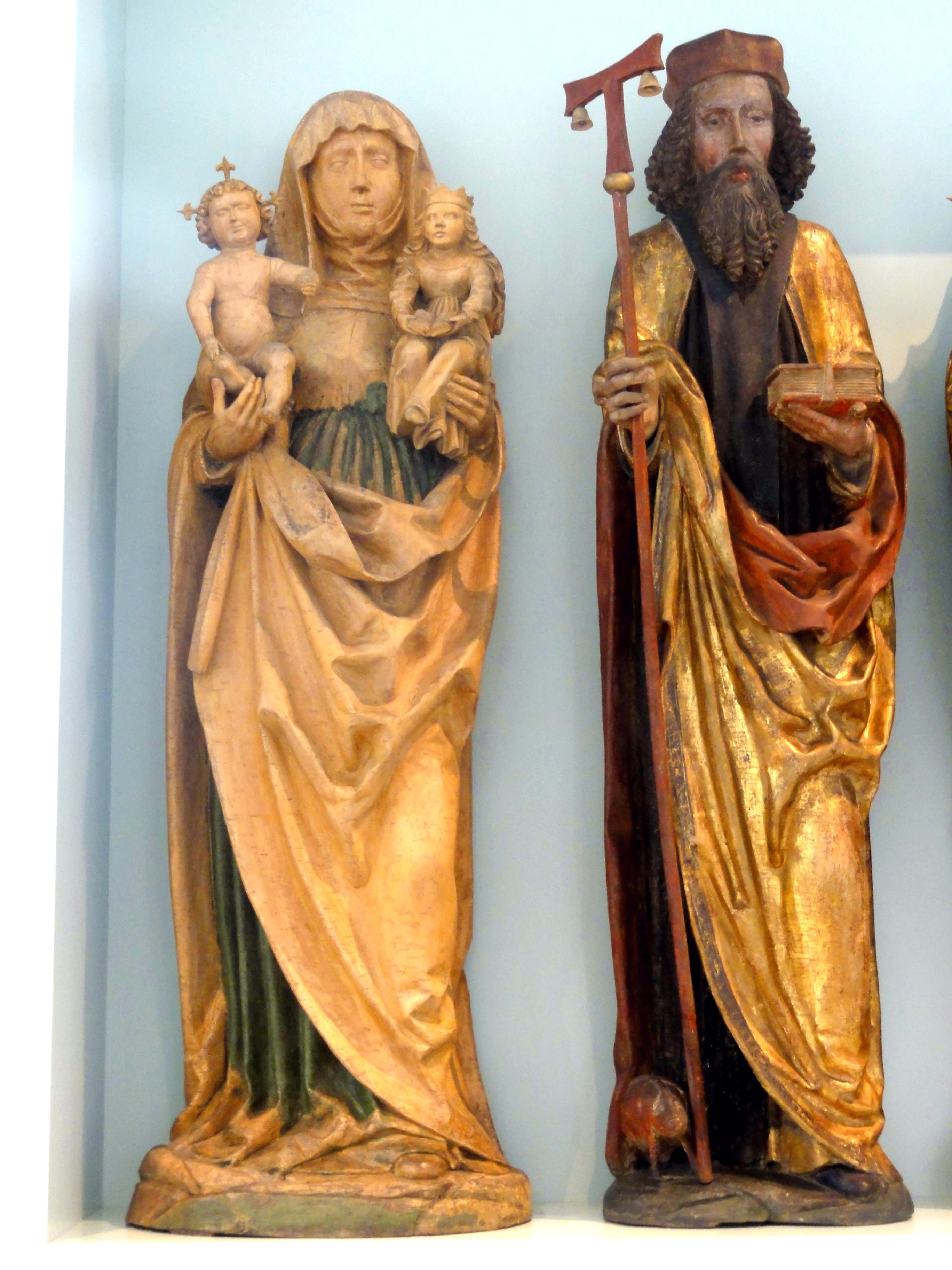
Vers 1490
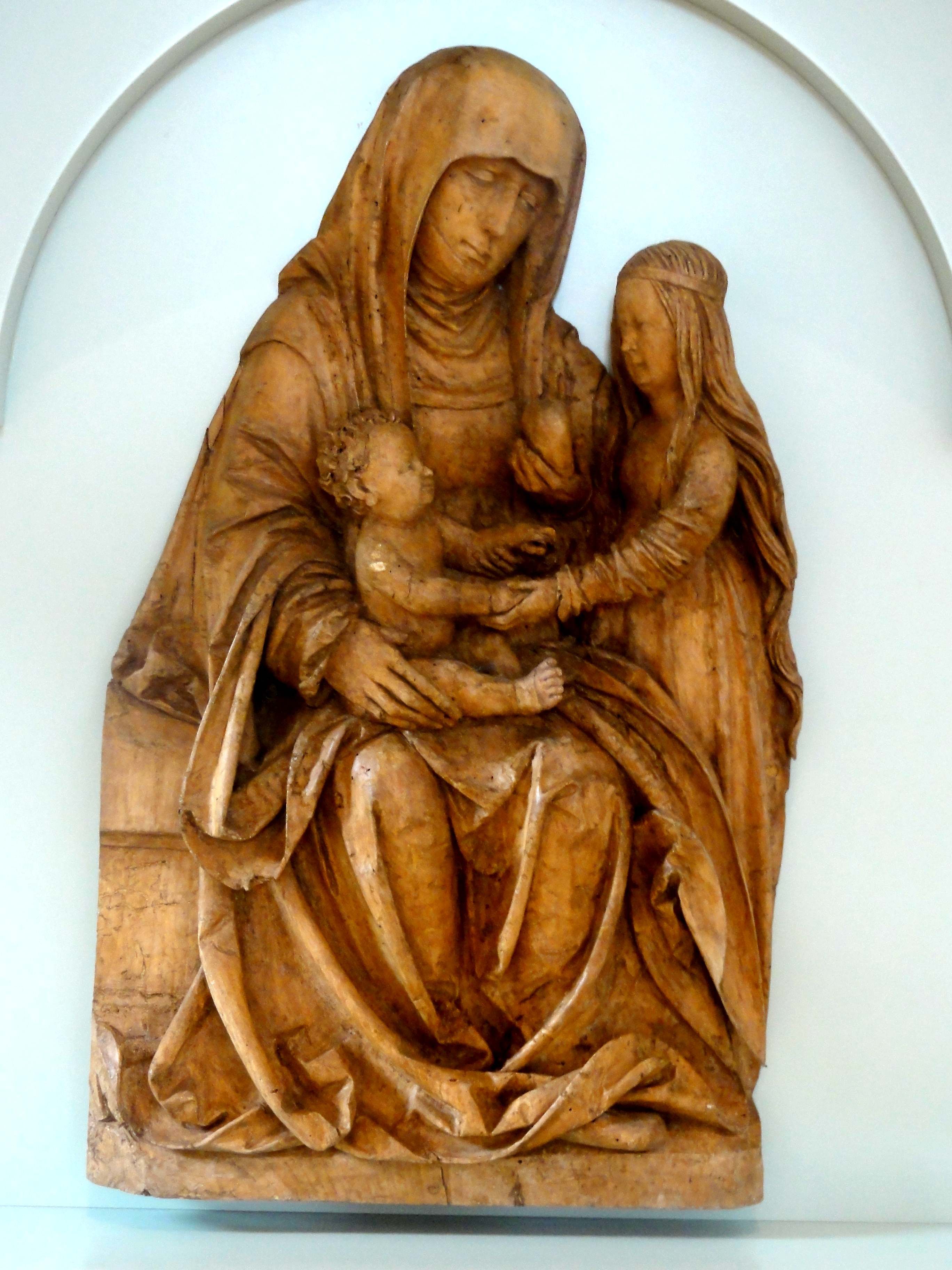
Vers 1515-1516

Saints
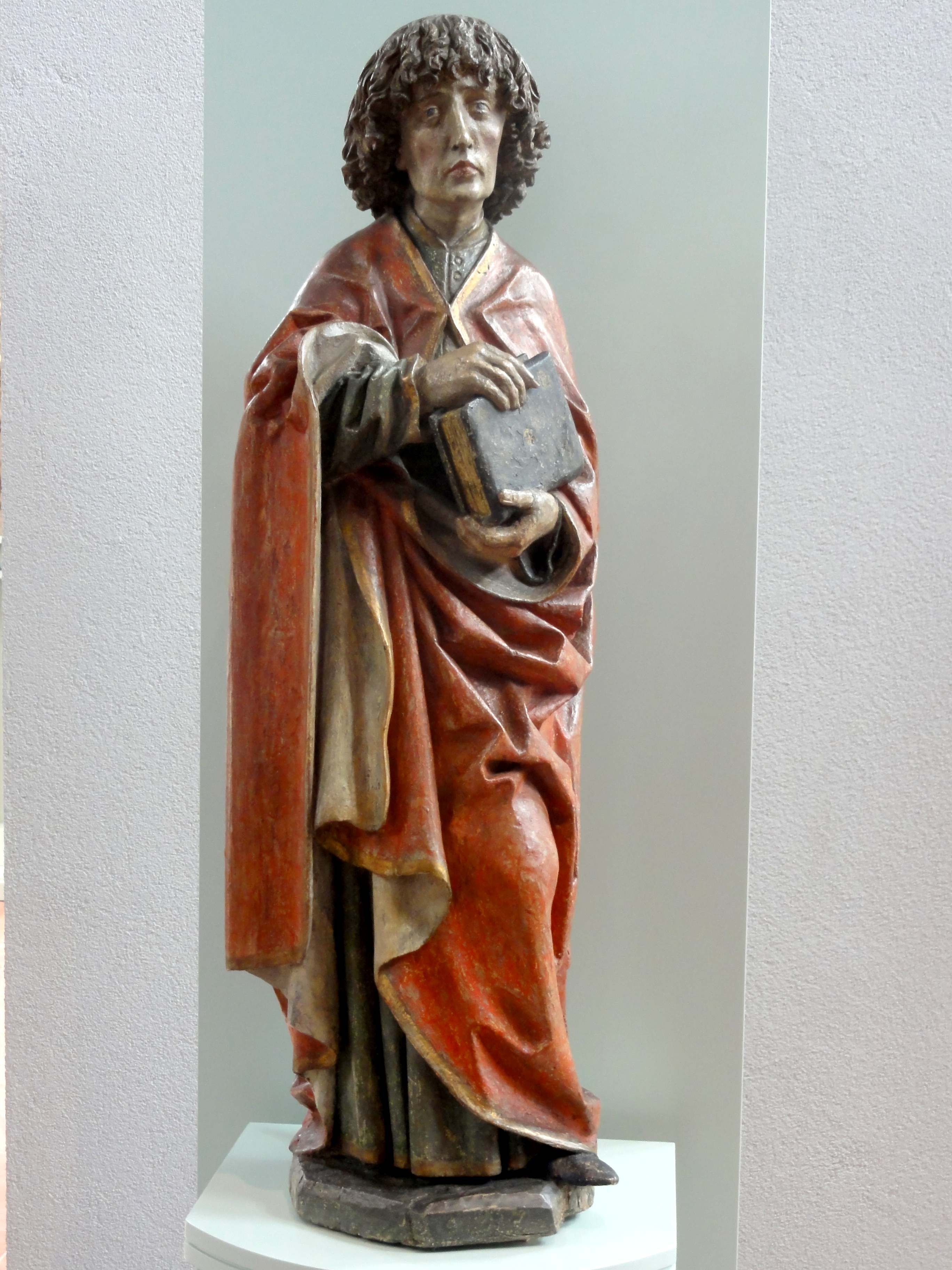
Jean, vers 1480-1490
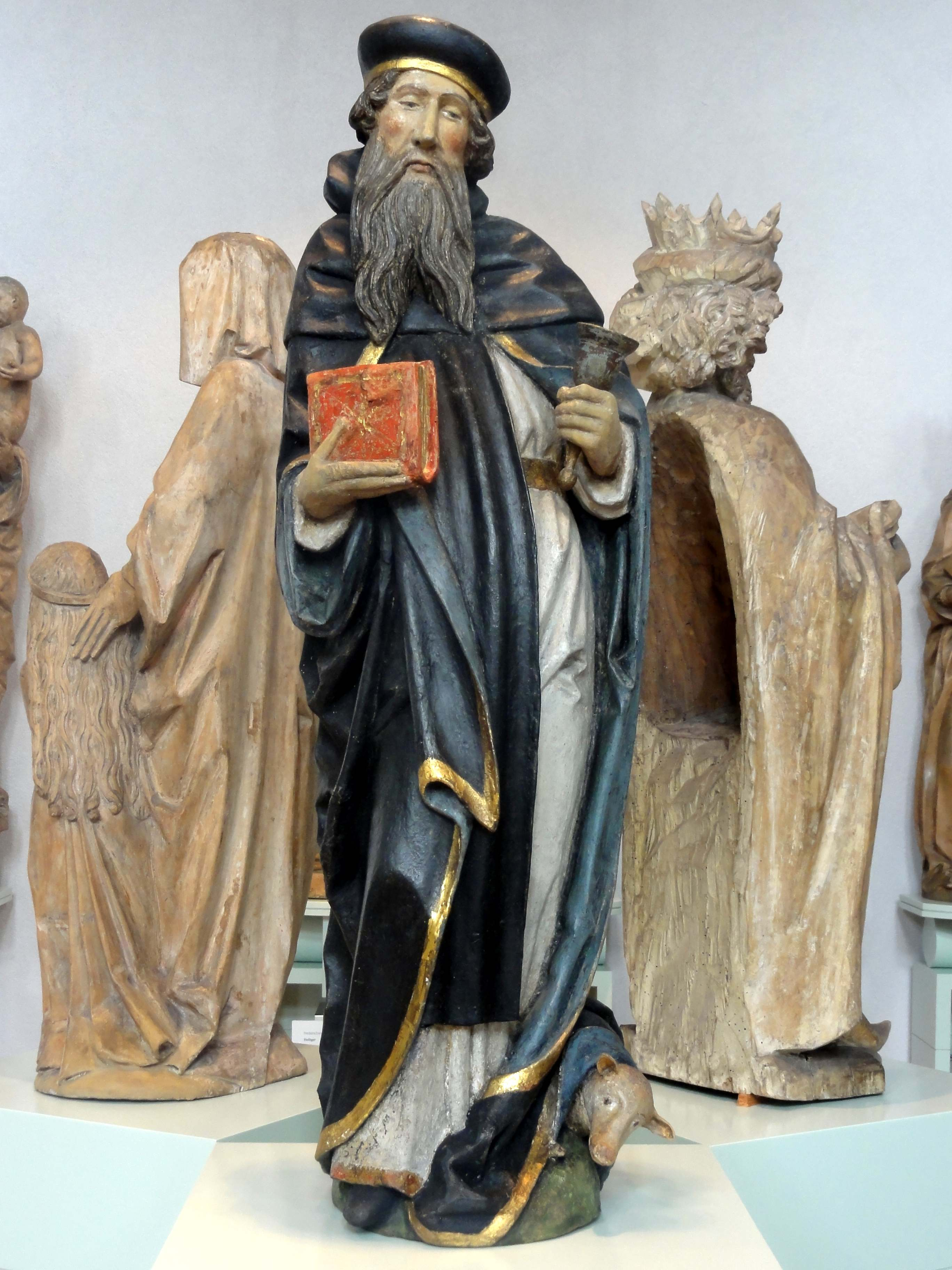
Antoine vers 1490
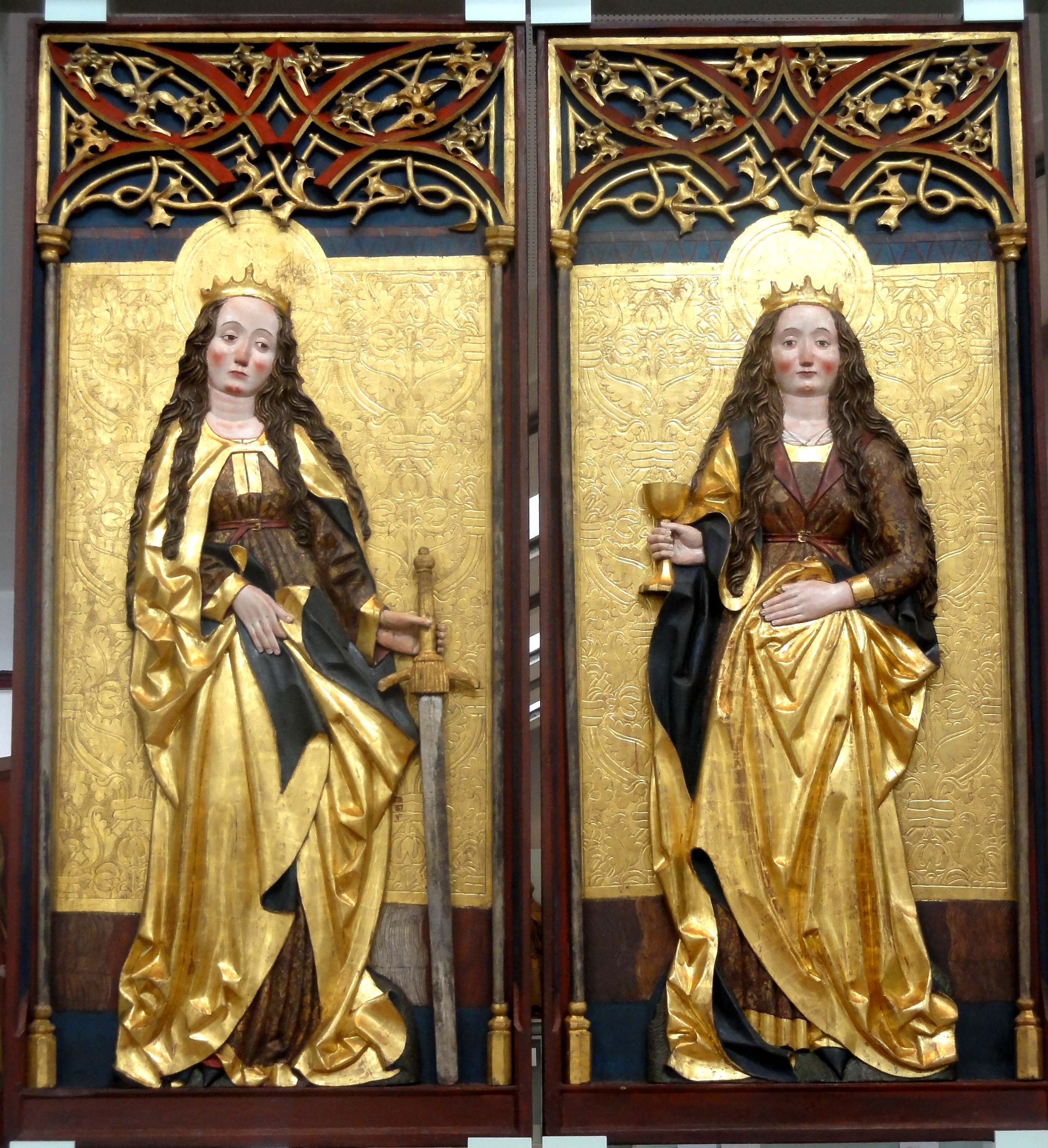
Saintes Catherine et Barbe, début 16e
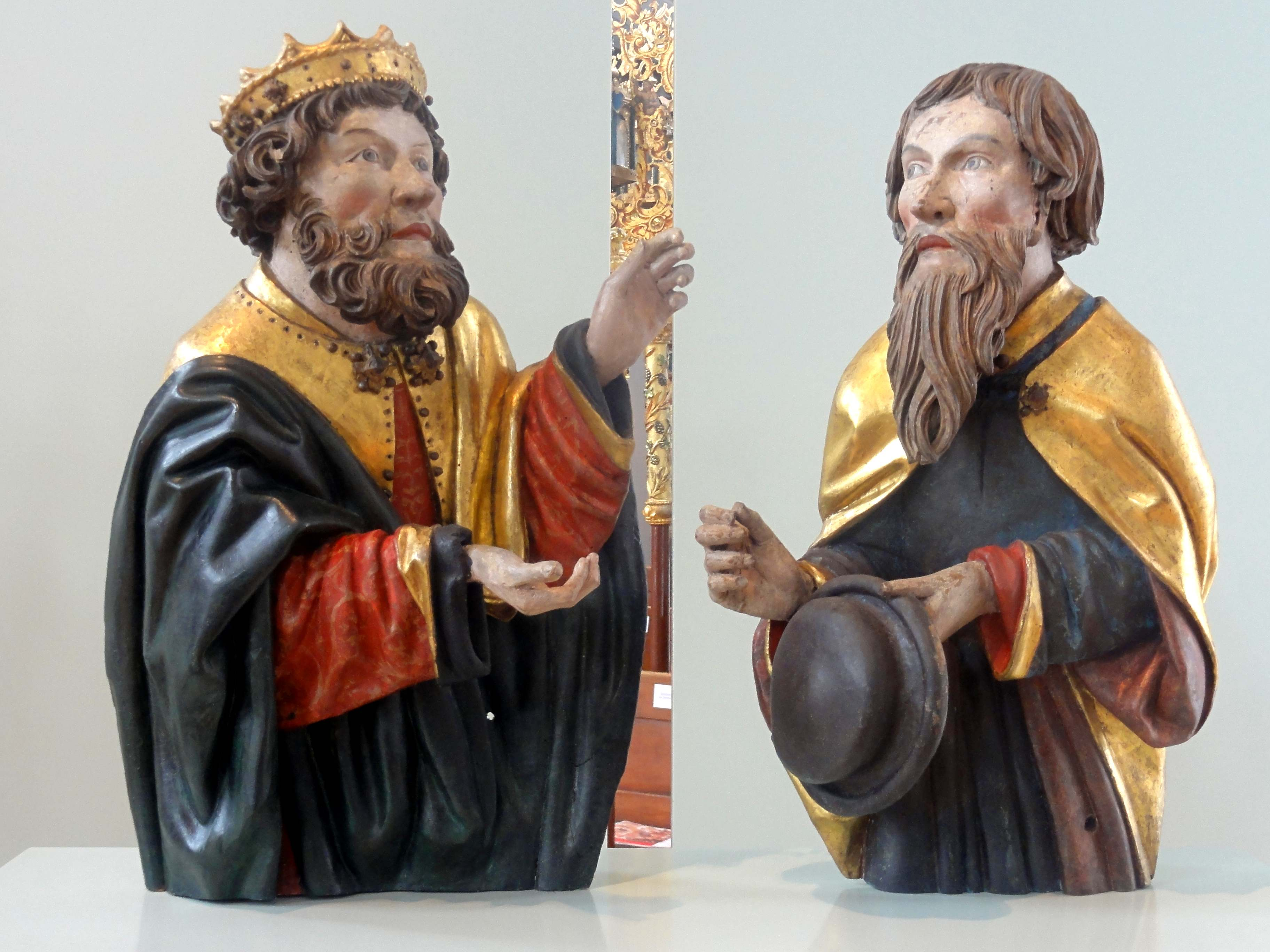
David et Joachim (vers 1520)
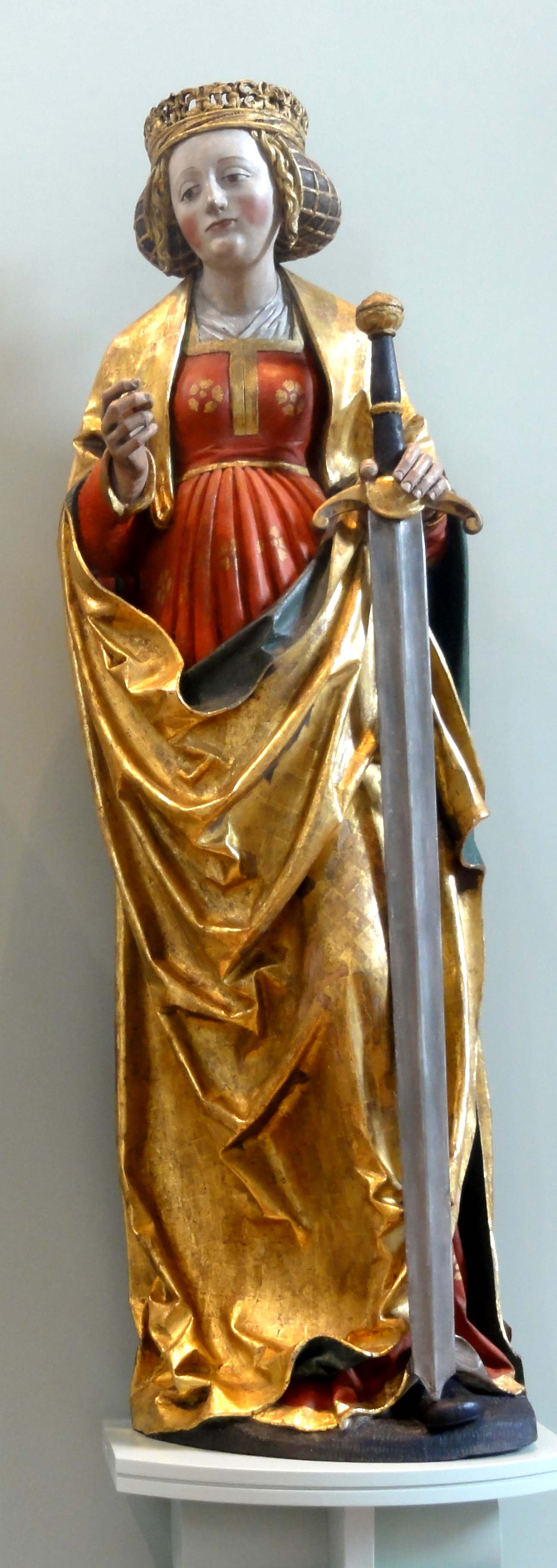
Catherine, vers 1515-1520

Marie
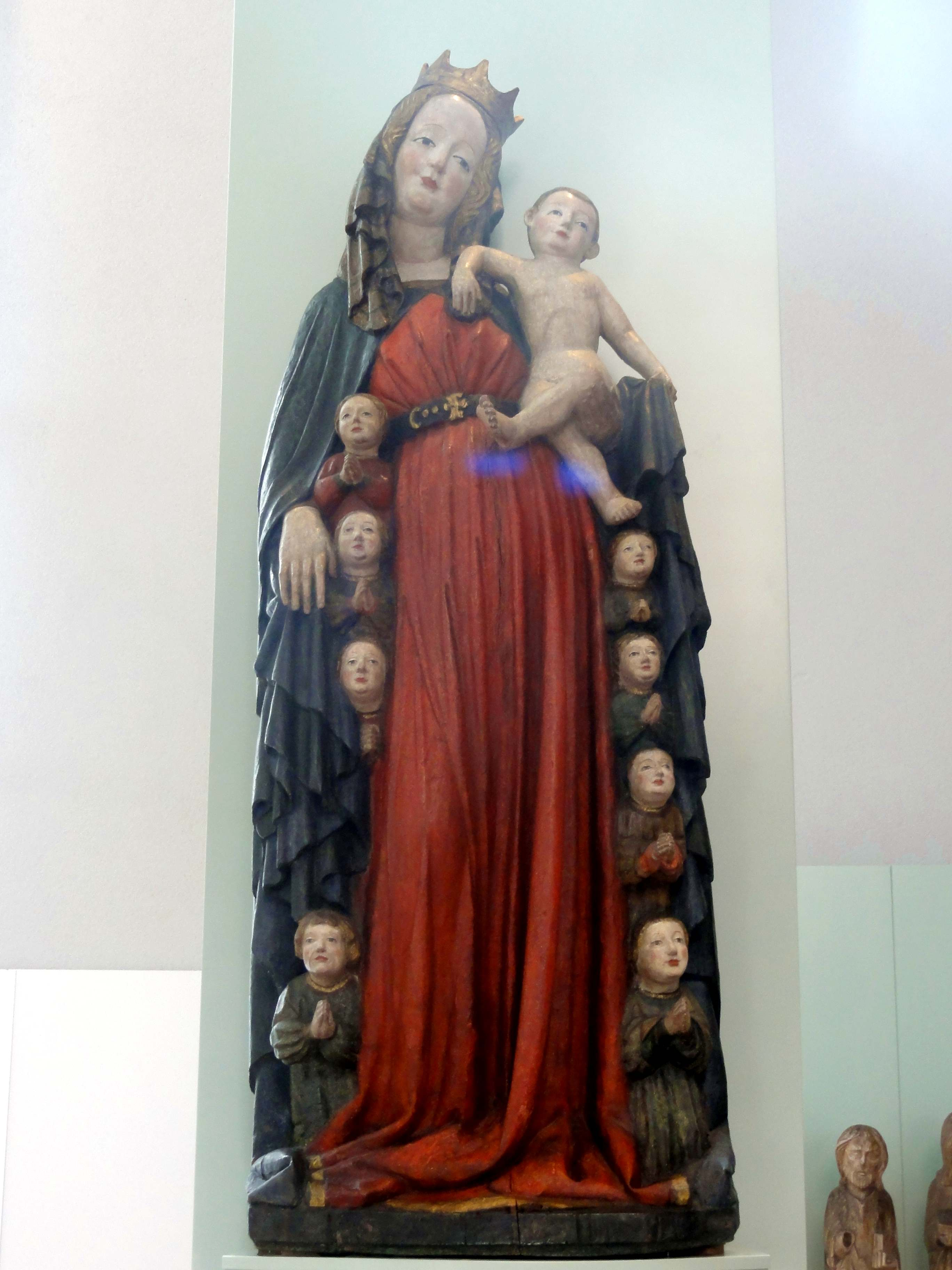
Vierge de miséricorde, vers 1430
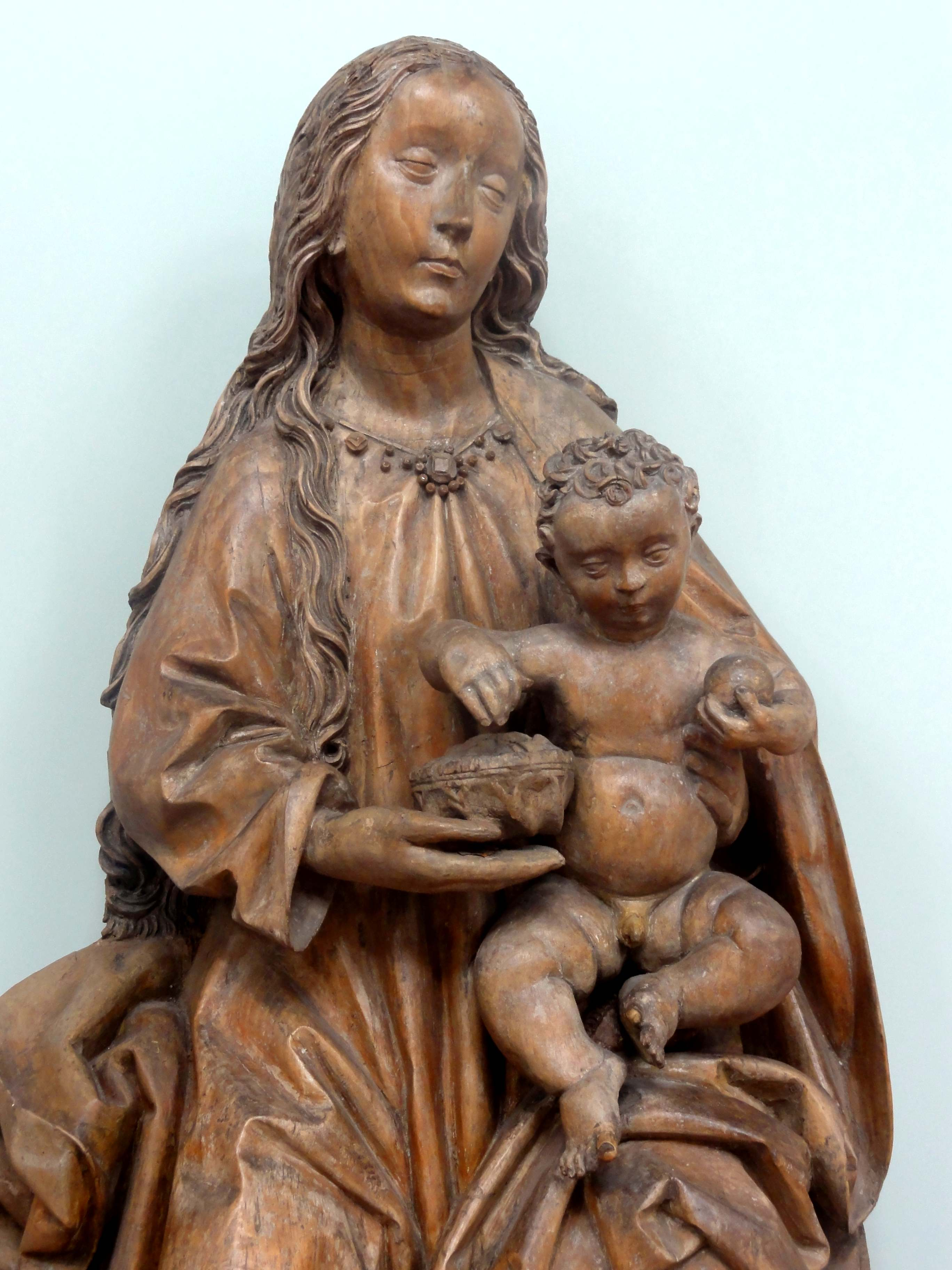
Atelier de Michel Erhart, vers 1480
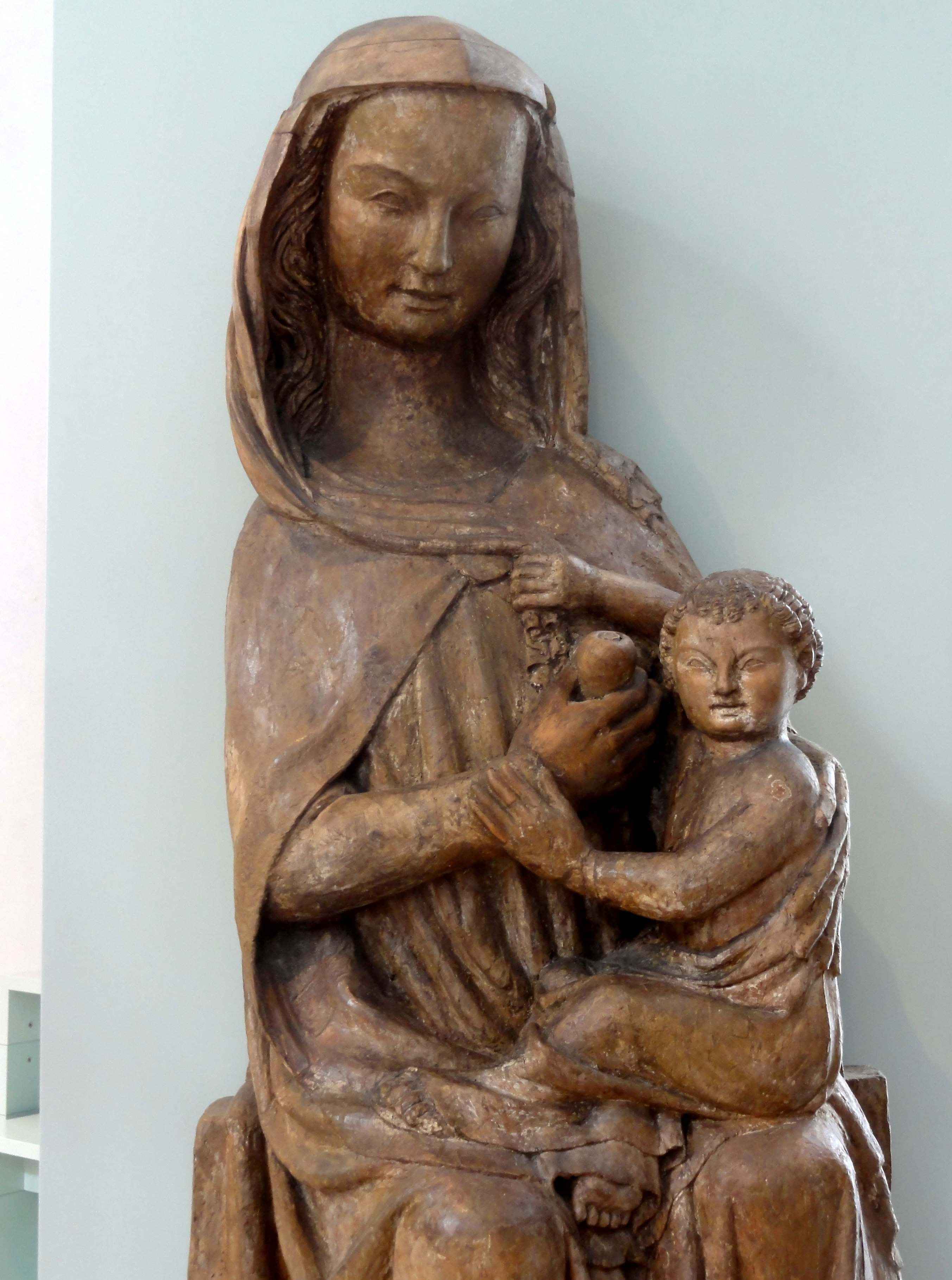
Début 14e
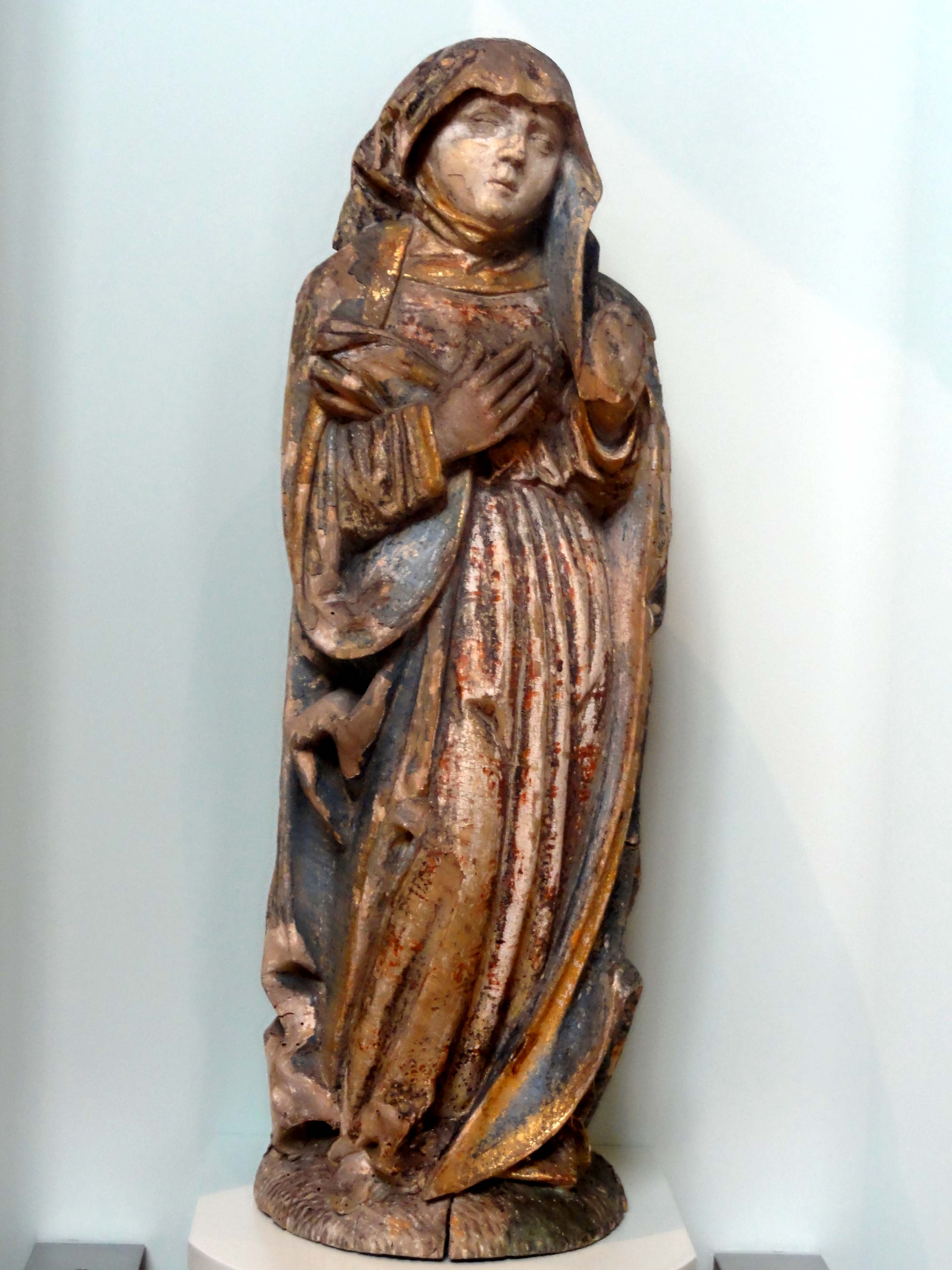
Vers 1500

Un retable de la Sainte Parenté (vers 1515)
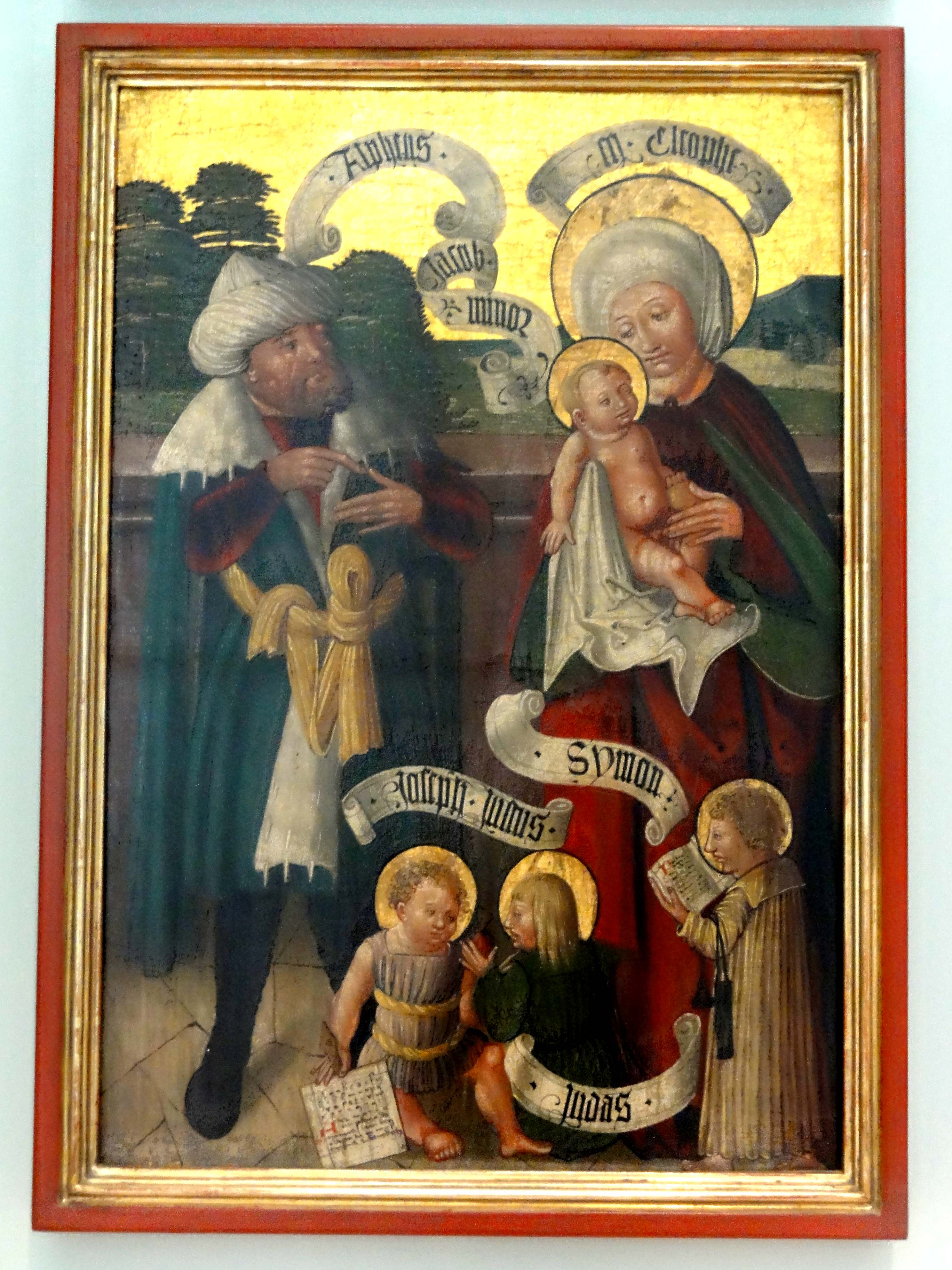
Famille de Émérencie
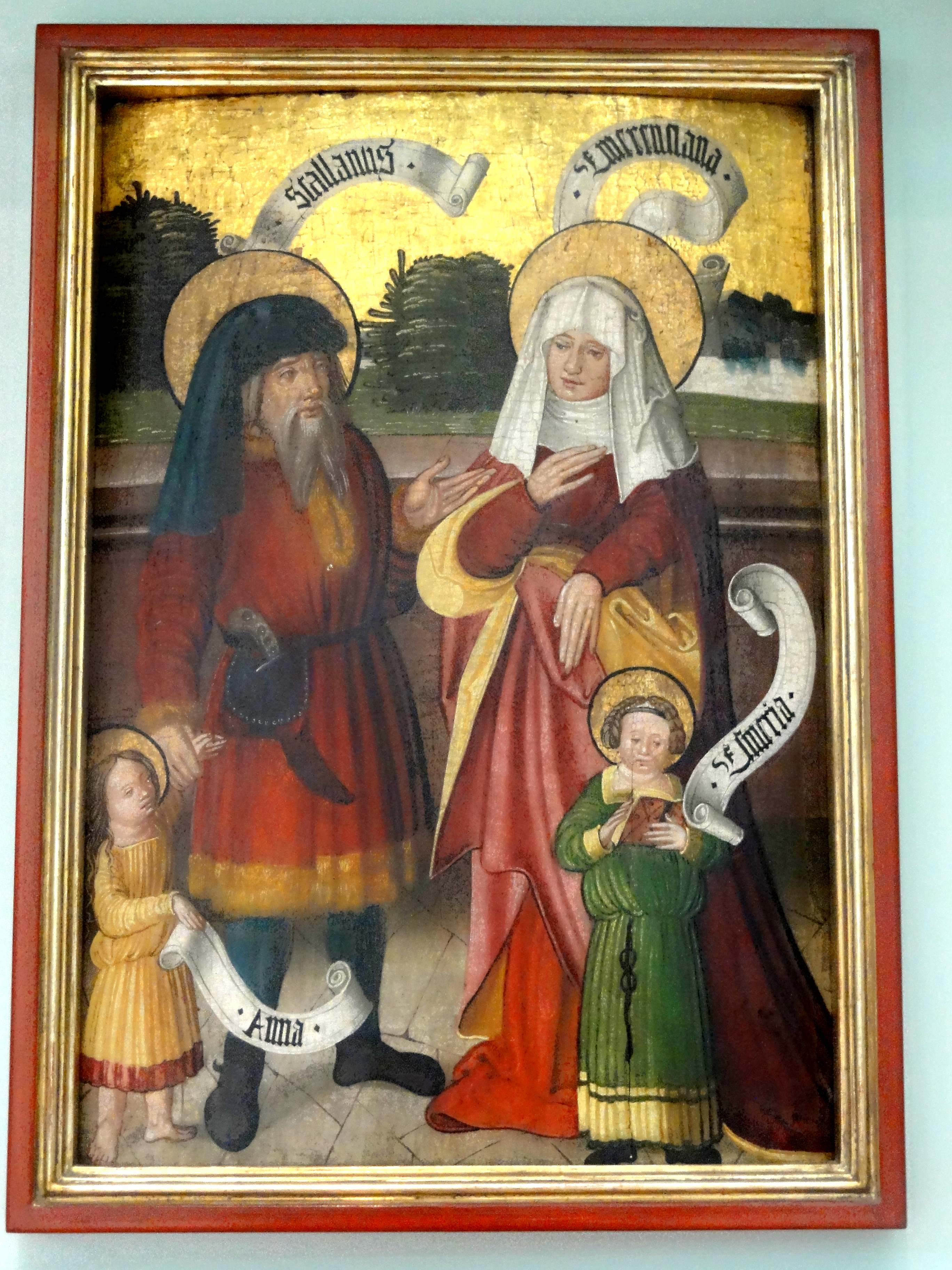
Famille de Marie Cléophe
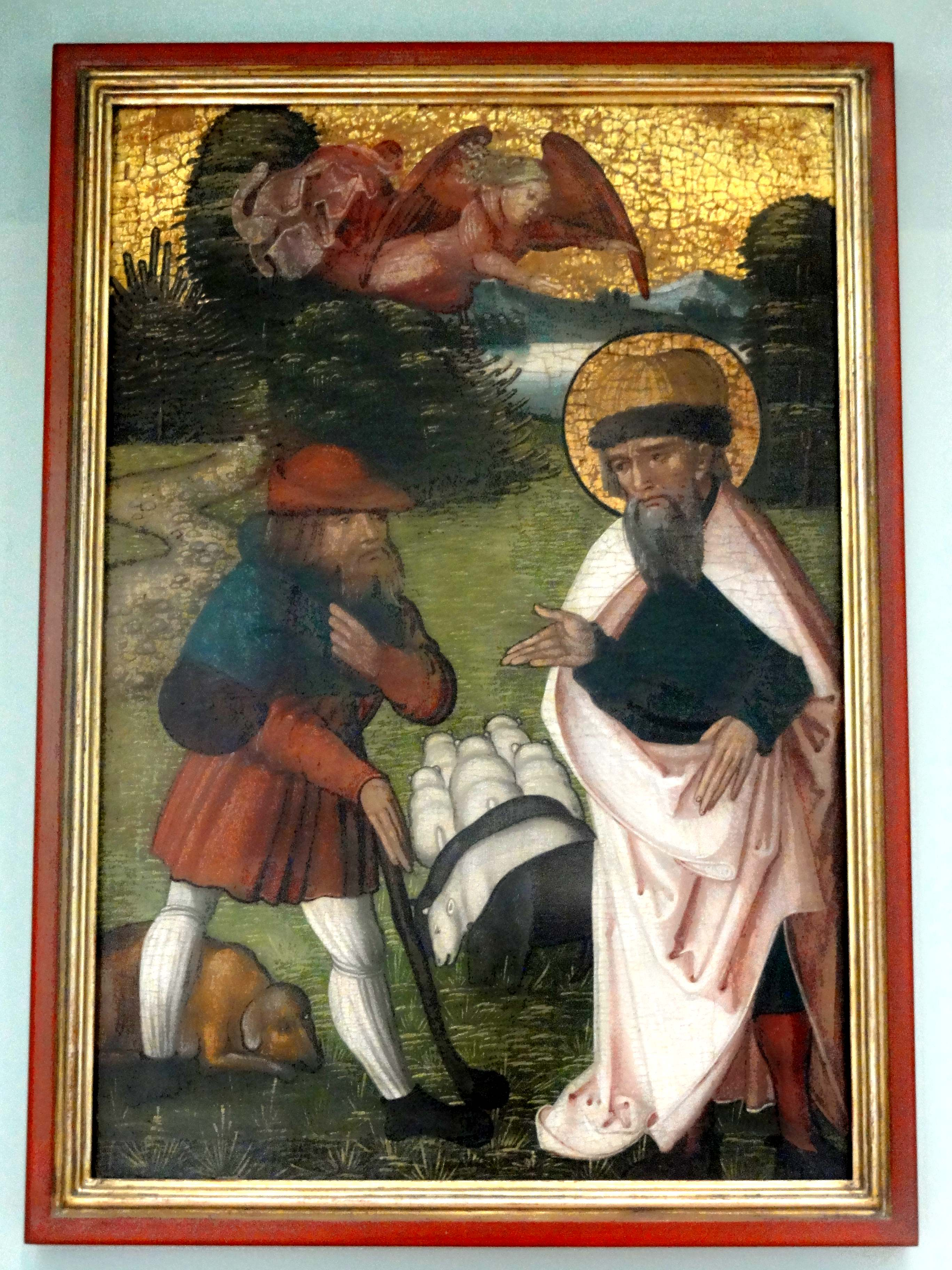
Joachim

Sculptures en relief
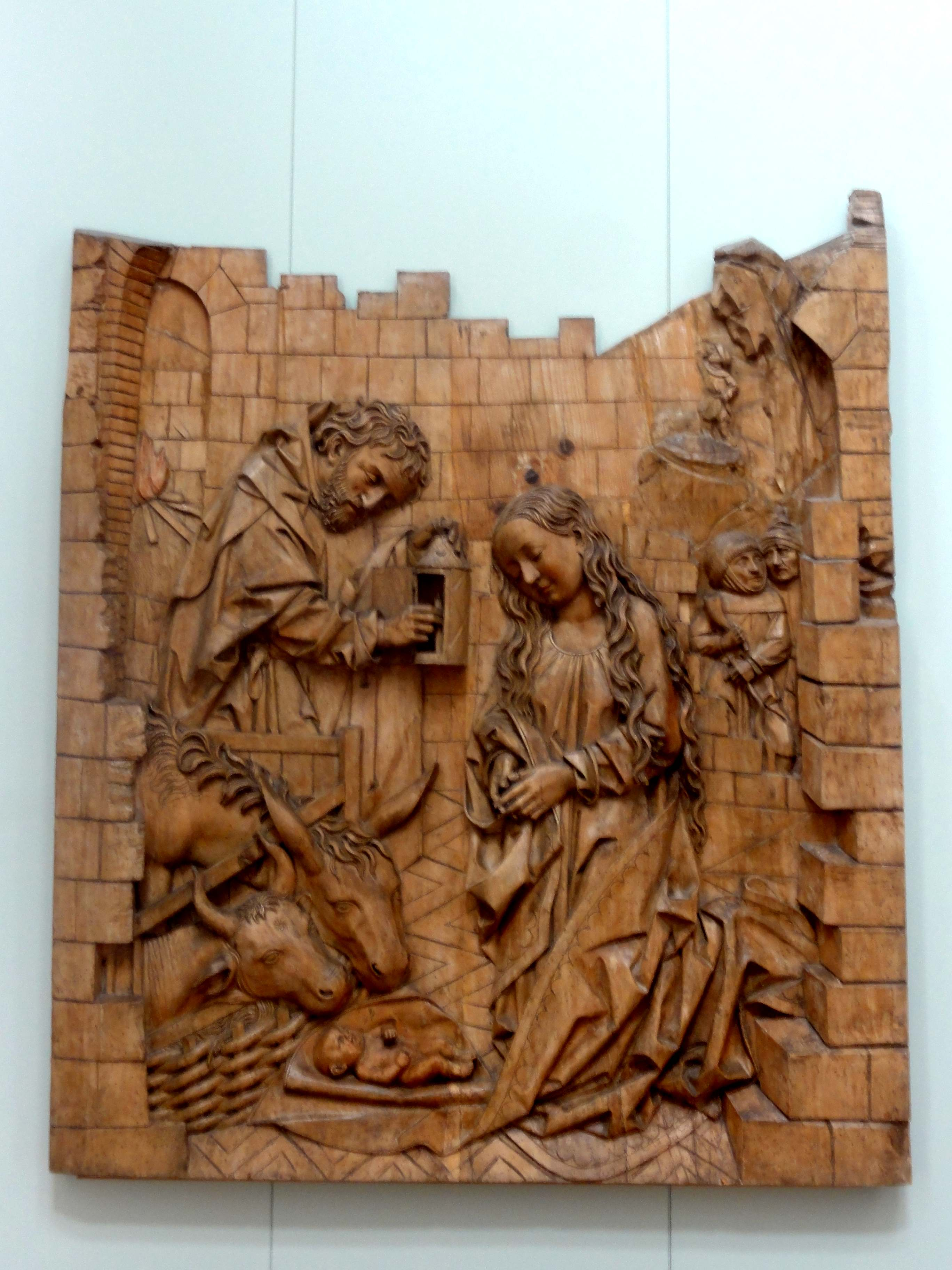
Nativité
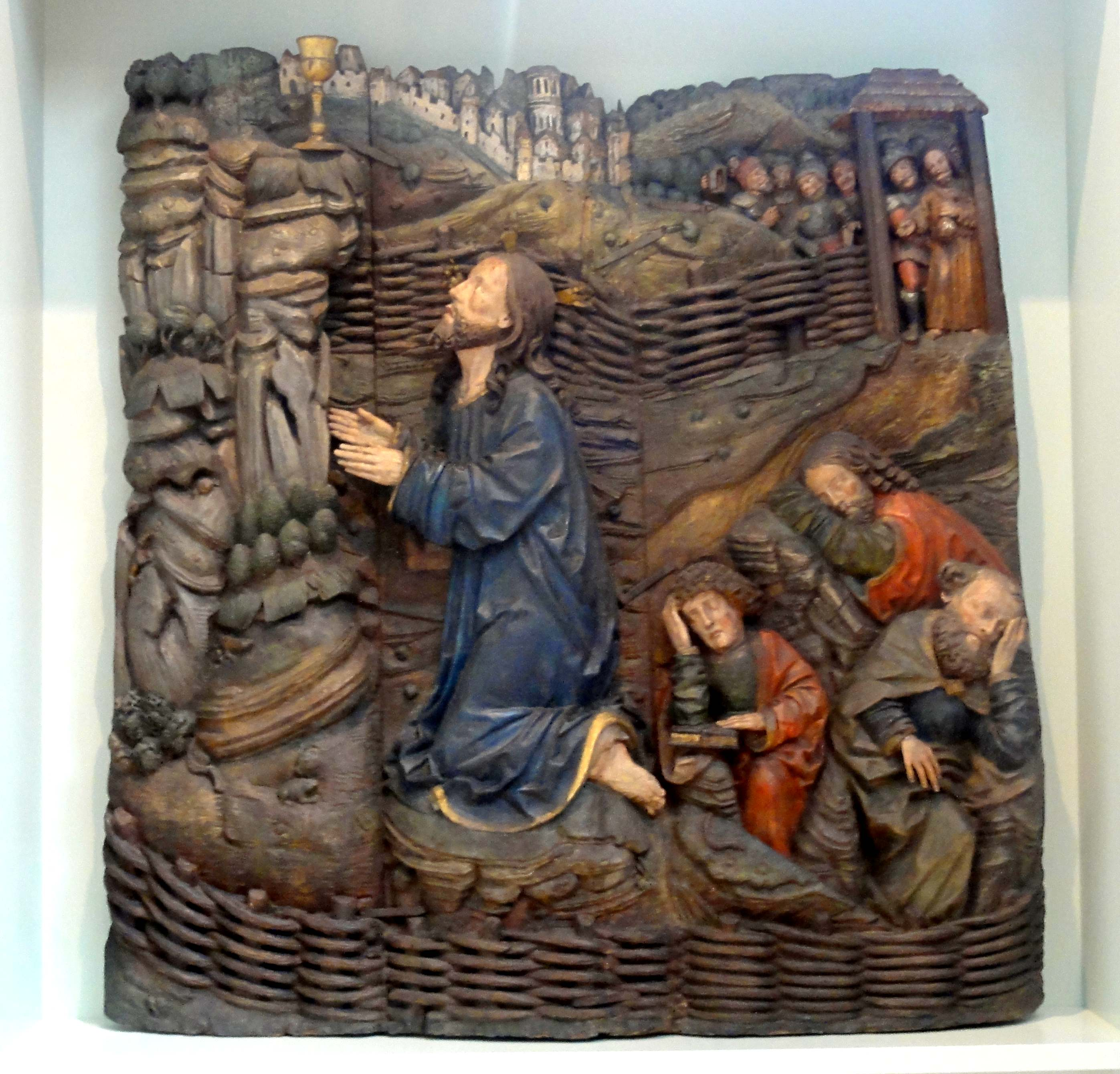
Christ au Mont des Oliviers, fin 15e
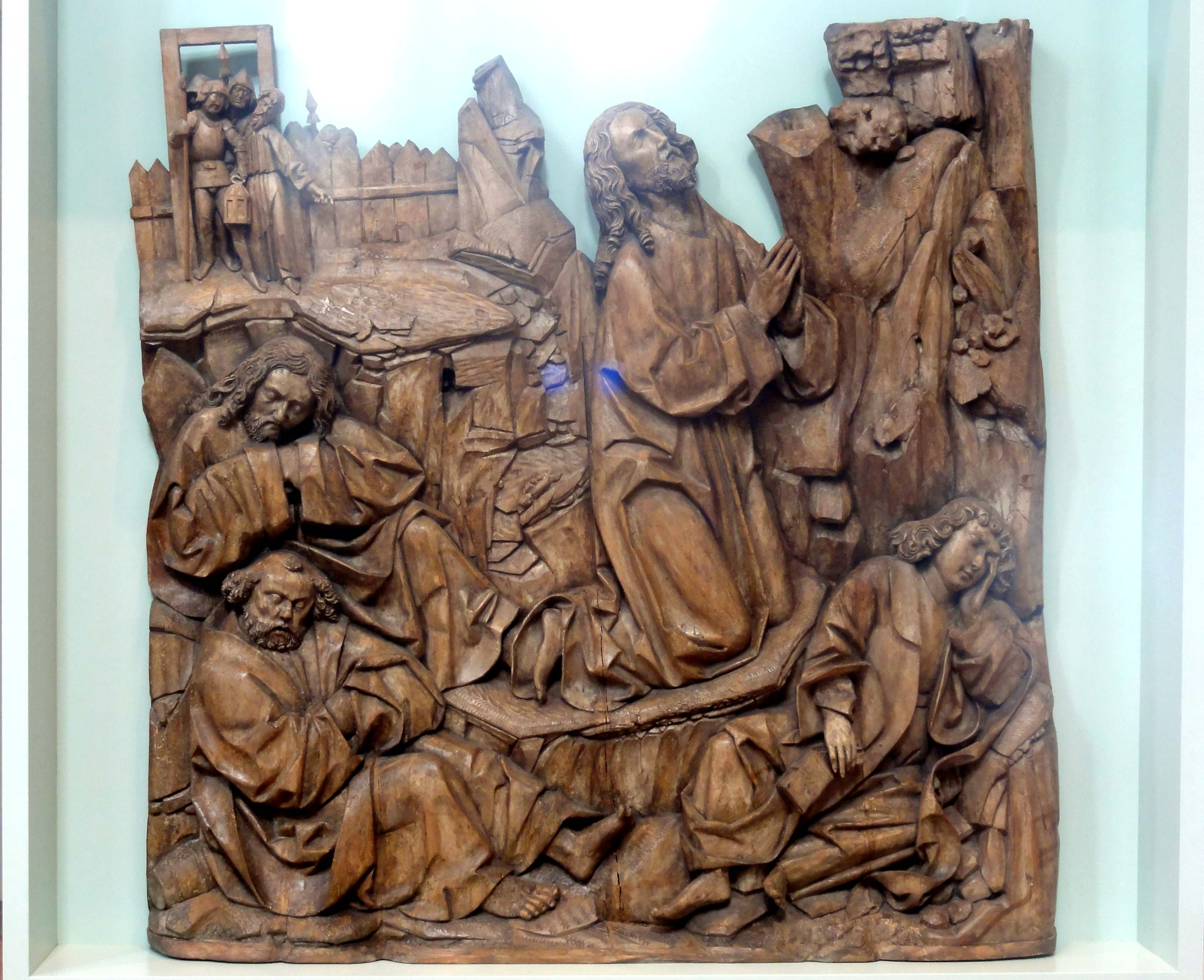
Christ au Mont des Oliviers, vers 1510
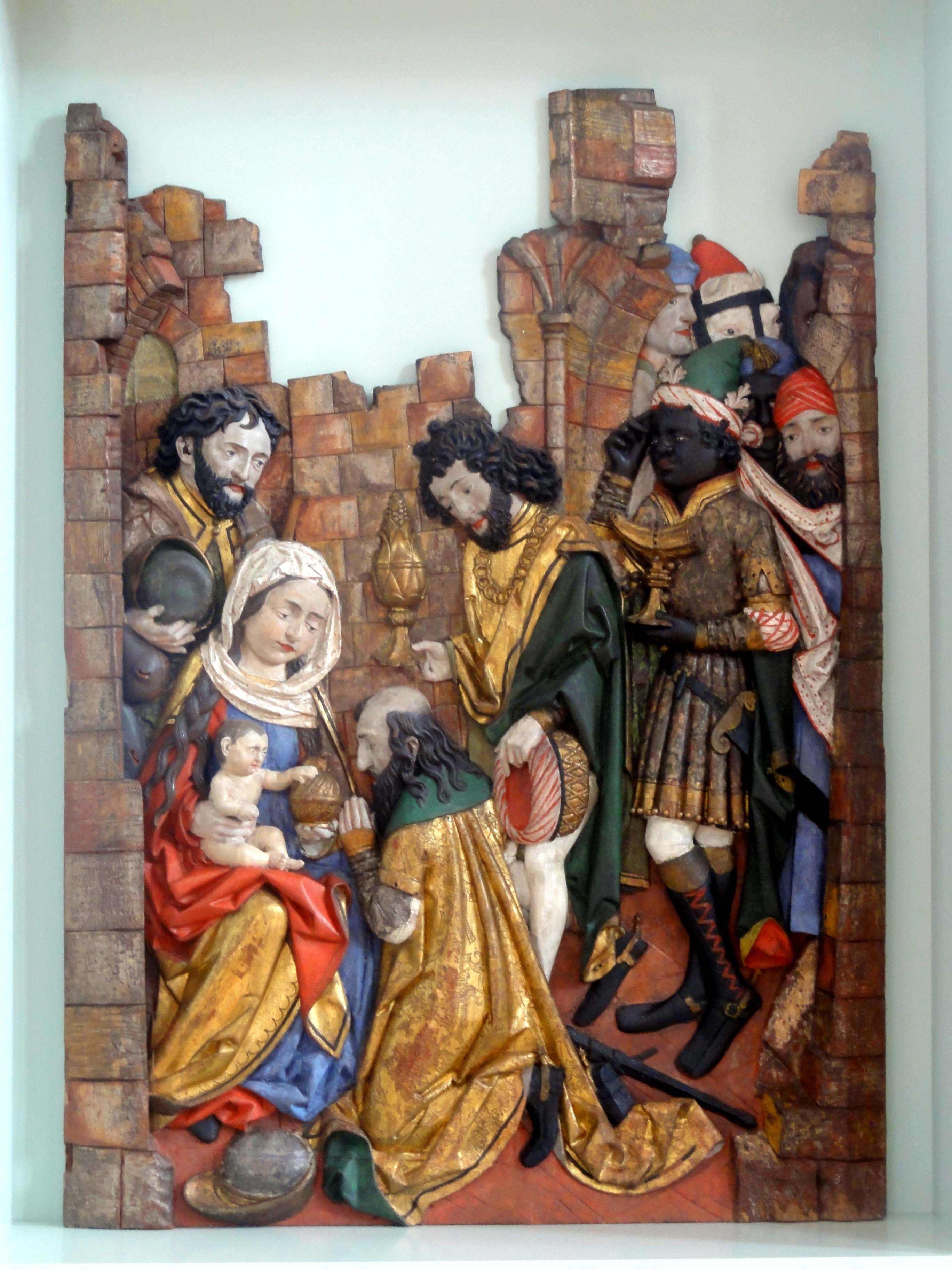
Adoration des mages début 16e
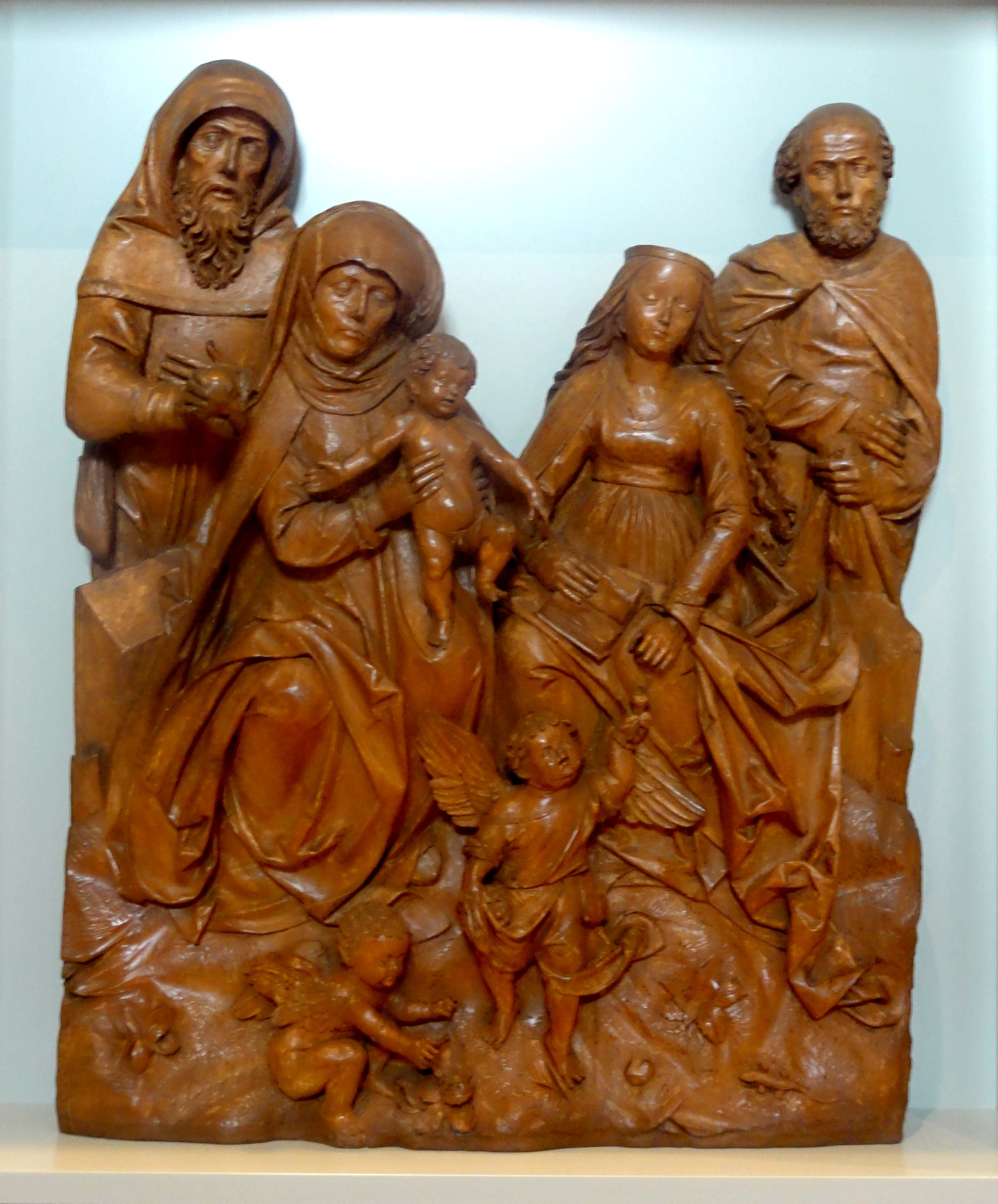
Sainte Parenté de Biberach, vers 1515-1520